# 高鴨神社
高鴨神社（たかかもじんじゃ）は、奈良県御所市鴨神の金剛山東山麓にある神社。式内社（名神大社）。旧社格は県社。
京都府京都市の賀茂神社（上賀茂神社・下鴨神社）を始めとする全国のカモ（鴨・賀茂・加茂）神社の総本社と称する。葛木御歳神社（中鴨社）・鴨都波神社（下鴨社）に対して「上鴨社」と称される。
4月中旬から5月初旬にかけて500種2,200鉢以上の日本サクラソウが咲く。

## 祭神
阿遅志貴高日子根命（あぢすきたかひこねのみこと、迦毛之大御神）を主祭神とし、下照比売命（したてるひめ、大国主神の娘）、天稚彦命（あめのわかひこ、下照比売と結婚、天若日子）、事代主命（ことしろぬしのみこと、大国主神の子）、阿治須岐速雄命（あじすきはやおのみこと、主祭神の御子）を配祀神とする。
摂社の東神社には天児屋根命、天照大御神、住吉三前大神を、同じく西神社には多紀理毘売命、天御勝姫命（主祭神の后）、鹽冶彦命（主祭神の御子）、瀧津彦命（主祭神の御子）を祀る。
古くは阿治須岐高日子根命と下照比売命の二柱を祀っていたものが、後に神話の影響を受けて、下照比売命の夫とされた天稚彦命、母とされた多紀理毘売命が加えられたものとみられている。ただし、主祭神以外の祭神については異説が多い。『特選神名牒』では阿治須岐高彦根命と多紀理比売命としている。「主祭神以外の神は不詳」とする説もある。

## 由緒
当地は鴨氏一族の発祥の地であり、その氏神として祀られたものである。鴨氏はこの丘陵から奈良盆地に出て、葛城川の岸辺に移った一族が鴨都波神社を、東持田に移った一族が葛木御歳神社を祀った。後に、高鴨神社を上鴨社、御歳神社を中鴨社、鴨都波神社を下鴨社と呼ぶようになった。
延喜式神名帳では「高鴨阿治須岐託彦根命神社 四座」と記載され、名神大社に列し、月次・相嘗・新嘗の幣帛に預ると記されている。

## 施設

### 摂社
- 東神社（天児屋根命・天照大御神・住吉三前大神）
- 西神社（主祭神 多紀理毘売命、配祀 天御勝姫命・塩冶彦命・瀧津彦命）

### 末社
八幡神社・一言主神社・猿田彦神社・金刀比羅神社・聖神社・稻荷神社・松尾神社・細井神社・大山神社・春日神社・雷社・市杵島神社・八坂神社・西佐味神社・祓戸神社・牛瀧神社・佐味護國神社

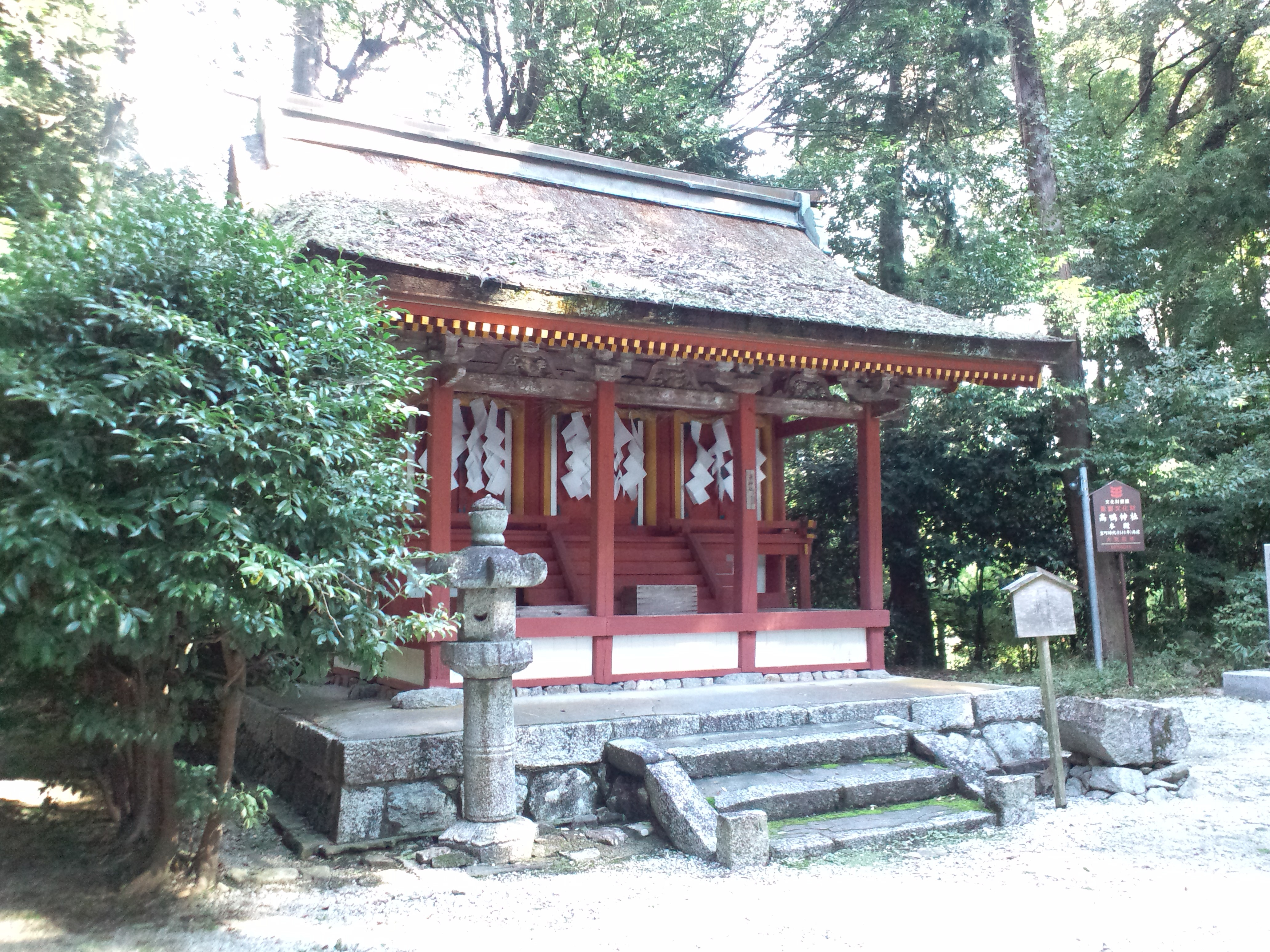
東神社（県指定有形文化財）
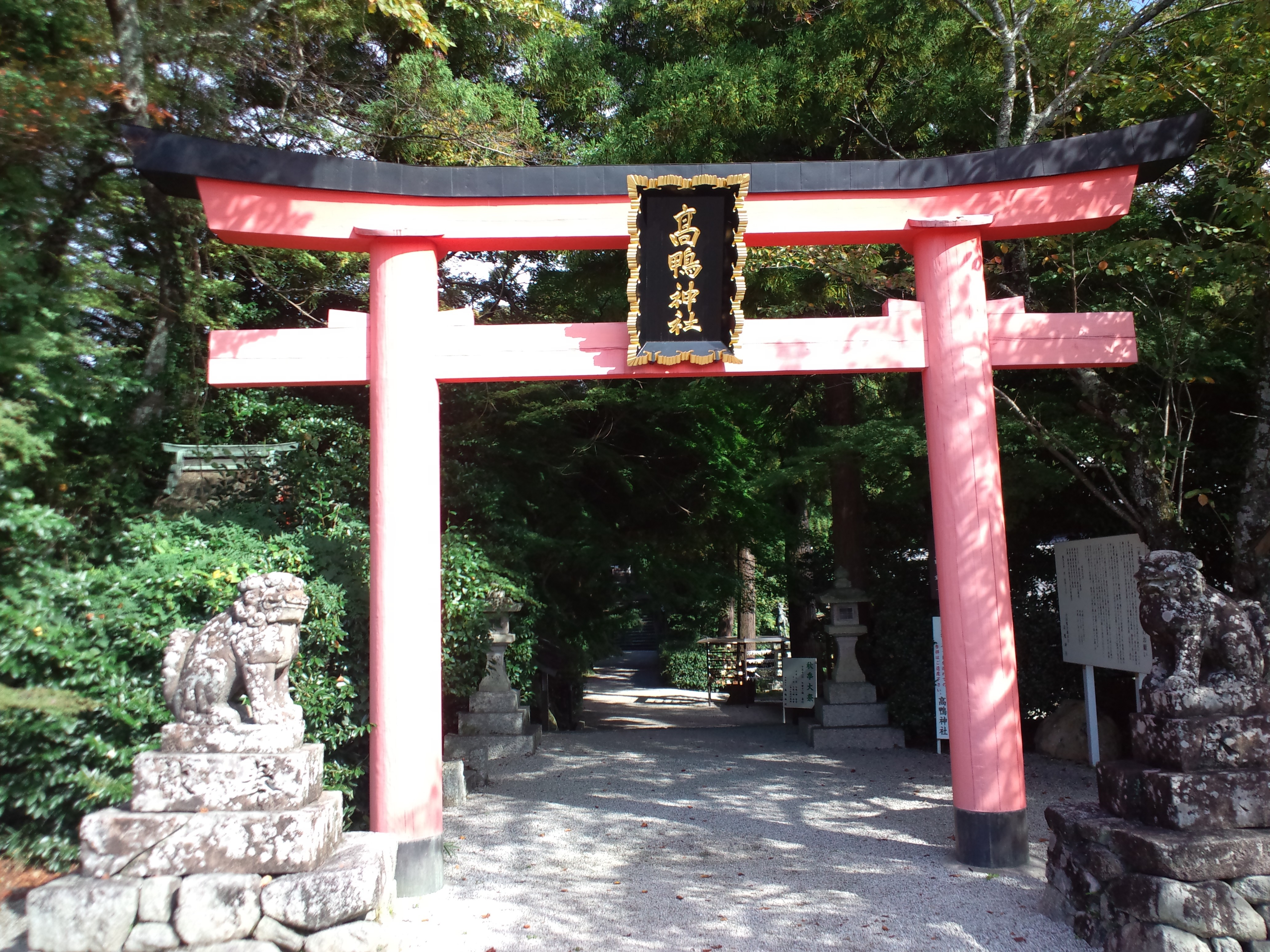
鳥居

## 文化財

### 重要文化財（国指定）
- 本殿

### 奈良県指定有形文化財
- 摂社東神社本殿